# Семака-Нижанківська Меланія
Мела́нія Сема́ка-Нижанкі́вська (7 березня 1898, Радівці, Буковина — 1 червня 1973, Бльожі, Бельгія) — українська журналістка, письменниця.

## Короткий життєпис
Народилася на Буковині в родині судді, посла до австрійського парламенту (Райхсрату) Іллі (Ілька) Семаки. Навчалась у школах Кіцмані, Відня та Праги.
1919 року познайомилася з Нестором Нижанківським у Ольги Бачинської в Стрию.
Займалася літературною творчістю, писала вірші, у Празі закінчила Вищу школу суспільної опіки. 1929 року сім'я Нижанківських переїхала до Львова — Нестор завдяки В.Барвінському отримав посаду педагога у Вищому музичному інституті ім. М.Лисенка. Працювала в жіночих періодичних виданнях — «Нова хата», «Жінка», «Назустріч». Особливо плідно співпрацювала в «Новій хаті», яку редагували Марія Громницька і згодом — Лідія Бурачинська-Рудик. Протягом 1932—1939 років висвітлювала музичні події Львова, зокрема про тріо сестер Левицьких, Марію Сокіл, Христину та Любку Колессу, Марію Свірську, Марту Кравців, скрипаля Євгена Козулькевича, оперети Ярослава Барнича.
1939 року родина змушена була емігрувати на Захід. У січні 1940 року вони виїжджають до Лодзі (Польща), в таборі для переселенців помирає Нестор Нижанківський. Після смерті чоловіка Меланія перебирається із сином до Праги — в той час тут проживала її мати.
В період повоєнних поневірянь 1945 року була втрачена добірка творів Нестора Нижанківського. Після закінчення війни М.Нижанківська переїжджає до Бельгії. На еміграції не залишає журналістику, дописує до часопису «Вісті» про життя української громади.
Померла в містечку Бльожі (Blaugies).